# Tannhorn
Das Tannhorn (2221 m ü. M.) liegt auf der Grenze der Gemeinden Brienz, Oberried am Brienzersee (beide im Kanton Bern) und Flühli (Kanton Luzern) im Berner Oberland in der Schweiz und ist der zweithöchste Berg des Brienzergrates.

## Wanderrouten
Die Bergtour auf das Tannhorn mit seinen steil abfallenden Flanken ist nur für geübte Bergwanderer zu empfehlen. Die Einheimischen wählen meistens den Aufstieg vom Brienzer Rothorn aus über den Grat (nur für Schwindelfreie). Unter Alpinwanderern heisst dieser Brienzergrat und bietet eine schöne Gratüberschreitung auf ausgesetzten Pfaden (Schwierigkeitsgrad T5). Der Abstieg erfolgt über den steilen Südhang zur Rotschalp und von dort auf einem Fahrsträsschen zurück auf die Planalp.
Vom Kemmeriboden aus führt ebenfalls ein Weg über die Ällgäulücke aufs Tannhorn.